# Casa Hacienda Arona
La Casa Hacienda San Juan de Arona, es un Monumento Histórico Nacional ubicado a la altura del km. 140 de la antigua carretera Panamericana Sur, en los alrededores del distrito de San Luis, cerca de la ciudad de San Vicente de Cañete, al sur de Lima, Perú.

## Historia

### Antecedentes
La villa española de Cañete fue fundada el 30 de agosto de 1556 por el virrey Andrés Hurtado de Mendoza. En este valle recibió tierras don Lorenzo de Arona, quién así dio nombre a la casa y los campos que expandiéndose o reduciéndose se conocen como la hacienda de San Juan de Arona. Por compra o herencia se le agregaron y/o desmembraron los fundos de Cerro Blanco, Gómez, Pepián así como las tierras Guayabal que luego formaron las actuales zonas de Arona, Unanue y Montalván.

### Construcción de la antigua Casa Hacienda
La construcción de la antigua Casa empezó en el siglo XVII y terminó en el siglo XVIII incluyendo la Capilla. La capilla de la casa hacienda, es presidida por la imagen de la Virgen de la Asunción, que Fernando VII, Rey de España, regalara al reconocido médico y prócer José Hipólito Unanue y Pavón. Se cuenta que en sus viejos galpones, albergó a más de 402 esclavos de ambos sexos y de toda edad.
A comienzos del siglo XIX, Agustín de Landaburu y Belzunce, español liberal, muere sin descendencia en Europa legando estas propiedades donde había pasado su infancia y juventud, a su ilustre maestro y político peruano José Hipólito Unanue y Pavón (1755-1833).

### San Juan de Arona en la actualidad
Esta elegante casona, así como su entorno natural, sigue hasta la actualidad en poder de los descendientes de doña Francisca Unanue y de la Cuba y Pedro Paz Soldán Ureta. La propiedad fue adquirida y es actualmente administrada por Luis Alayza Grundy, hijo del reconocido ingeniero Francisco Alayza y Paz Soldán y hermano del político Ernesto Alayza Grundy, y por su esposa doña María Luisa de Losada Marrou, hija del matemático e ingeniero de minas Cristóbal de Losada y Puga.
Luis Alayza Grundy se instaló en 1952 (con su familia) en la desmantelada propiedad colonial luego de estar setenta años alquilada; para comenzar con la recuperación del campo, sus linderos y acequias, poco a poco a fueron rearmando la casa de sus ancestros y el mobiliario. La emoción de esta salvaguarda tocó la identidad familiar de Elvira Gárezon Paz Soldán (hija de Pedro Gárezon Thomas, último comandante del Monitor Huáscar), quién obsequia a la familia muebles de cuero con monograma, una inmensa mesa de comedor, y -entre otras cosas- unos jarrones chinos.
Además, aquí vivió el recordado poeta, literato y periodista peruano Pedro Paz Soldán y Unanue, quien precisamente usando el nombre de la hacienda, fuera conocido bajo el seudónimo de "Juan de Arona".
Fue declarada Monumento Histórico Nacional mediante Resolución Suprema N° 2900 del 28 de diciembre de 1972 por el entonces presidente del gobierno militar Juan Velasco Alvarado.